# 卡爾洛瓦村
卡尔洛瓦村是斯洛伐克首都布拉提斯拉瓦的一個市区。卡尔洛瓦村位於布拉提斯拉瓦的西部地區，在行政區劃上屬於布拉提斯拉瓦4區。卡尔洛瓦村有人口約33000人。